# Asclepigenia
Asclepigenia (circa 430-485) fue una filósofa y mística griega.

## Biografía
Hija de Plutarco, cabeza de la escuela neoplátonica, y hermana de Hierius, ambos fueron instruidos por su padre en su famosa academia en los textos de Platón y Aristóteles, además de enseñarle los secretos de la teúrgica y la mística caldea. Asimismo, cuando su padre muere, Asclepigenia contínúa como maestra en la academia y tiene entre sus discípulos más destacados al filósofo, matemático y comentarista Proclo. Algunos investigadores sostienen que, además de Proclo, también tuvo entre sus discípulos a Hipatia de Alejandría cuando estudió en Atenas.